# 정수동
정수동(鄭壽銅, 1808년 ~ 1858년)은 조선의 위항 시인이다. 본관은 동래(東萊). 본명은 지윤(芝潤). 자는 경안(景顔), 호는 하원(夏園).
왜어역관(倭語譯官)의 가계에서 출생했다. 본명은 정지윤(鄭芝潤)이며 태어날 때 손바닥에 '수(壽)'자가 새겨져 있어서 스스로 수동이라 이름 붙였다. 자유 분방한 성격으로 유행·풍습에 얽매이지 않는 생활을 하였다. 그의 시풍은 권력이나 금력에 대한 저항 속에 날카로운 풍자와 야유로 일관하였고, 그에 얽힌 많은 이야기가 전해 내려오고 있다. 또한 번거로운 문장이나 허황한 형식을 배격하고, 간결한 가운데 격조 높은 시를 썼다. 특히 술을 즐겼고 김흥근·김정희·조두순 등과 교분이 두터웠다. 저서로 《하원시초》가 있다.

## 참고 문헌
- 조두순, 《심암유고》 권30, 정수동전
- 김택영, 《소호당문집정본》 권9, 정지윤전
- 장지완, 《침우당집》 권5, 정수동 묘지명